# Королюк Володимир Дорофійович
Королюк Володимир Дорофійович (28.02.1921—1981) — історик, славіст. У 1938—43 рр. навчався в Московському університеті. Учень В. Пічети, під керівництвом якого, навчаючись в аспірантурі (1943—47), підготував і захистив 1948-го кандидатську дисертацію з історії російсько-польських відносин у перші роки Північної війни (1700–1721). Від 1947 працював у Інститутіті слов'янознавства АН СРСР (нині — Інститут слов'янознавства і балканістики РАН): спочатку — науковим співробітником, а від 1965, після захисту як докторської дисертації монографії «Западные славяне и Киевская Русь в Х—XI вв.», — завідувачем сектору (спочатку — слов'яно-германських відносин, згодом — історії середніх віків). Був заступником голови редактора «Советское славяноведение».
Його основні праці присвячені питанням історії формування слов'ян та східнороманських народностей, розвитку феодальних відносин і держав у східних і західних слов'ян, міжнародним відносинам епохи раннього середньовіччя в Центральній і Східній Європі, російсько-польським відносинам 16—18 ст., слов'яно-герм. відносинам. Вони ознаменували відродження славістики в СРСР у 2-й пол. 20 ст. Особливу увагу приділяв вивченню етнічної самосвідомості, розробляв методику аналізу письмових джерел для її (етнічної самосвідомості) дослідження. Увів поняття «контактна зона» для означення регіону контактів між народами, які належали до різних цивілізацій. Автор низки глав та розділів і водночас член редколегій колективних праць: «Історія Польщі» (т. 1—3, 1954—56), «Історія Чехословаччини» (т. 1—2, 1956—59), «Нариси історії СРСР періоду феодалізму» (1955).
Помер у місті Москва.

## Праці
- Ливонская война. Из истории внешней политики Русского централизованного государства во второй половине XVI в. М., 1954, 1984;
- Давнепольское государство. М., 1957;
- Западные славяне и Киевская Русь в X–XI вв. М., 1964;
- Основні етапи розвитку ранньофеодальної державності у східних і західних слов'ян. «УІЖ», 1969, № 12;
- Валахи и славяне русской летописи. Кишинев, 1971;
- Славяноведение. В кн.: БСЭ, т. 23. М., 1976;
- Славяне и восточные романцы в эпоху раннего средневековья: Политическая и этническая история. М., 1985.